# Vikens församling
Vikens församling är en församling i Bjäre-Kulla kontrakt i Lunds stift. Församlingen ligger i Höganäs kommun i Skåne län och ingår i Kulla pastorat.

## Administrativ historik
Församlingen bildades i slutet av 1500-talet genom utbrytning ur Väsby församling och var en kapellförsamling till 29 juli 1761.
Församlingen var till 2014 annexförsamling i pastoratet Väsby och Viken. Från 2014 ingår församlingen i Kulla pastorat.

## Kyrkor
- Vikens kyrka
- Domstens kapell
- Vikens kapell vid nya kyrkogården byggt 1951.[6]